# It’s Goin’ Down
Az It’s Goin’ Down dal az Utódok 2. című film soundtrackjéről, amelynek Adam Schmalholz, Antonina Armato, Tim James és Tom Sturges szerezte a zenéjét. A számot a film főszereplői, azaz Cameron Boyce, Dove Cameron, Sofia Carson, Thomas Doherty, Mitchell Hope, China McClain, Dylan Playfair, Booboo Stewart éneklik el a filmben. A dalhoz videóklip is készült, amely 2017. július 21-én került fel a YouTube-ra.

## Slágerlisták
| Slágerlista        | Helyezés |
| ------------------ | -------- |
| Billboard Hot 100  | 77       |
| Digital Song Sales | 47       |
| Kid Digital Songs  | 1        |